# Тийгласька сільська рада
Тийгласька сільська рада — колишній орган місцевого самоврядування у Ужгородському районі Закарпатської області з адміністративним центром у с. Тийглаш.

## Населені пункти
Сільській раді підпорядковані населені пункти:
- с. Тийглаш

## Історія
Закарпатська обласна рада рішенням від 27 грудня 2002 року в Ужгородському районі утворила Тийглаську сільраду з центром у селі Тийглаш.